# Campionati del mondo di atletica leggera 2017
I XVI campionati del mondo di atletica leggera si tennero al London Stadium di Londra (Regno Unito) dal 4 al 13 agosto 2017.
Per questa edizione, tra le principali novità, c'è stata l'introduzione della marcia 50 km anche per le donne, che ha permesso così di pareggiare il numero di discipline con l'altro sesso (24 discipline per parte).
La Russia, su cui pendeva una sospensione per doping imposta dalla IAAF per l'intera federazione, non ha schierato atleti. I 19 atleti russi ammessi alla competizione hanno potuto gareggiare come "Atleti Neutrali Autorizzati".

## Candidatura
Il 1º settembre 2011, scadenza prevista dalla IAAF per la presentazione delle proposte, due città Londra e Doha, hanno confermato le loro candidature.
La commissione ha visitato Londra il 2 ottobre, il 4 ottobre fino al 6 ottobre con l'annuncio finale del vincitore l'11 novembre 2011.
L'11 novembre 2011, la città vincitrice è stata ufficialmente annunciata come Londra.

## Stadio
L'impianto che ha ospitato i campionati è stato il London Stadium, che fu lo stadio olimpico durante i XXX Giochi estivi di Londra nel 2012; lo stadio ha una capacità di 60000 spettatori.

## Partecipazione

### Minimi di qualificazione
I minimi di partecipazione sono fissati dalla IAAF. Per tutte le specialità il periodo di qualificazione entro il quale le prestazioni degli atleti vengono considerate valide per la partecipazione al campionato va dal 1º ottobre 2016 alla mezzanotte del 23 luglio 2017, con l'eccezione delle gare di 10 000 metri, maratona, marcia e prove multiple, per le quali il periodo va dal 1º gennaio 2016 al 23 luglio 2017.
Sono valide solo le prestazioni ottenute in gare ufficiali della IAAF o delle federazioni continentali o nazionali. Non vengono accettate le prestazioni ottenute durante una gara mista (uomini e donne insieme) e quelle influenzate dal vento. Per le gare di lunghezza pari o inferiore agli 800 metri non vengono accettati i tempi manuali. Sono invece accettate le prestazioni ottenute durante gare indoor.
Sono ammessi di diritto gli atleti che, anche se non hanno ottenuto il minimo di partecipazione richiesto, hanno conquistato il titolo di campione continentale nel 2017 o nel 2016, ma la scelta finale relativa all'ammissione dell'atleta viene lasciata alla federazione nazionale di competenza.
Come nell'edizione del 2015, anche in quella del 2017 esiste solo un minimo di qualificazione A (negli anni passati esisteva un minimo di partecipazione B nel caso di nazioni prive di atleti che avevano ottenuto il minimo A. Un solo atleta poteva accedere ai campionati con il minimo B).
Un'altra novità introdotta nel 2015 e ancora valida riguarda il numero di atleti che prendono parte alla manifestazione: per ogni gara è stato stabilito un numero ideale di partecipanti che può essere raggiunto sulla base dei criteri di qualificazione con l'eventuale aggiunta di atleti convocati su invito della federazione internazionale in base al ranking mondiale 2017. Per le gare superiori o uguali ai 5000 metri e per quelle di marcia non è previsto un numero ideale, né atleti convocati su invito: partecipano solo gli atleti che hanno ottenuto il minimo di partecipazione.
| Specialità             | Uomini            | Donne             | Numero di atleti |
| ---------------------- | ----------------- | ----------------- | ---------------- |
| 100 m piani            | 10"12             | 11"26             | 56               |
| 200 m piani            | 20"44             | 23"10             | 56               |
| 400 m piani            | 45"50             | 52"10             | 48               |
| 800 m piani            | 1'45"90           | 2'01"00           | 48               |
| 1 500 m piani (miglio) | 3'36"00 (3'53"40) | 4'07"50 (4'26"70) | 45               |
| 5 000 m piani          | 13'22"60          | 15'22"00          | 40               |
| 10 000 m piani         | 27'45"00          | 32'15"00          | –                |
| 100 m ostacoli         | –                 | 12"98             | 40               |
| 110 m ostacoli         | 13"48             | –                 | 40               |
| 400 m ostacoli         | 49"35             | 56"10             | 40               |
| 3 000 m siepi          | 8'32"00           | 9'42"00           | 45               |
| Maratona               | 2h19'00"          | 2h45'00"          | –                |
| Marcia 20 km           | 1h24'00"          | 1h36'00"          | –                |
| Marcia 50 km           | 4h06'00"          | 4h30'00"          | –                |
| Salto in alto          | 2,30 m            | 1,94 m            | 32               |
| Salto con l'asta       | 5,70 m            | 4,55 m            | 32               |
| Salto in lungo         | 8,15 m            | 6,75 m            | 32               |
| Salto triplo           | 16,80 m           | 14,10 m           | 32               |
| Getto del peso         | 20,50 m           | 17,75 m           | 32               |
| Lancio del disco       | 65,00 m           | 61,20 m           | 32               |
| Lancio del martello    | 76,00 m           | 71,00 m           | 32               |
| Lancio del giavellotto | 83,00 m           | 61,40 m           | 32               |
| Decathlon              | 8100 p.           | –                 | 32               |
| Eptathlon              | –                 | 6200 p.           | 32               |

### Staffette automaticamente qualificate
In quanto qualificatesi tra le prime otto alle World Relays 2017, le seguenti squadre sono state automaticamente ammesse alla manifestazione. A queste si sono aggiunte altre otto squadre per ciascuna staffetta, selezionate in base al ranking mondiale al 23 luglio 2017.
| 4×100 U                                                                        | 4×400 U                                                                            | 4×100 D                                                    | 4×400 D                                                                     |
| ------------------------------------------------------------------------------ | ---------------------------------------------------------------------------------- | ---------------------------------------------------------- | --------------------------------------------------------------------------- |
| Australia Bahamas Barbados Cina Francia Germania Trinidad e Tobago Stati Uniti | Botswana Brasile Cuba Francia Gran Bretagna Giamaica Trinidad e Tobago Stati Uniti | Bahamas Cina Ecuador Francia Germania Giamaica Paesi Bassi | Australia Botswana Francia Regno Unito Giamaica Nigeria Polonia Stati Uniti |

## Calendario
| Data                   | 4 | 4   | 5 | 5    | 6 | 6  | 7 | 7  | 8 | 8 | 9 | 9  | 10 | 10 | 11 | 11 | 12 | 12 | 13 | 13 |
| Evento                 |   |     |   |      |   |    |   |    |   |   |   |    |    |    |    |    |    |    |    |    |
| ---------------------- | - | --- | - | ---- | - | -- | - | -- | - | - | - | -- | -- | -- | -- | -- | -- | -- | -- | -- |
| 100 m                  |   | P B |   | SF F |   |    |   |    |   |   |   |    |    |    |    |    |    |    |    |    |
| 200 m                  |   |     |   |      |   |    |   | B  |   |   |   | SF |    | F  |    |    |    |    |    |    |
| 400 m                  |   |     | B |      |   | SF |   |    |   | F |   |    |    |    |    |    |    |    |    |    |
| 800 m                  |   |     | B |      |   | SF |   |    |   | F |   |    |    |    |    |    |    |    |    |    |
| 1 500 m                |   |     |   |      |   |    |   |    |   |   |   |    |    | B  |    | SF |    |    |    | F  |
| 5 000 m                |   |     |   |      |   |    |   |    |   |   |   | B  |    |    |    |    |    | F  |    |    |
| 10 000 m               |   | F   |   |      |   |    |   |    |   |   |   |    |    |    |    |    |    |    |    |    |
| Maratona               |   |     |   |      | F |    |   |    |   |   |   |    |    |    |    |    |    |    |    |    |
| 110 m hs               |   |     |   |      | B | SF |   | F  |   |   |   |    |    |    |    |    |    |    |    |    |
| 400 m hs               |   |     |   |      | B |    |   | SF |   |   |   | F  |    |    |    |    |    |    |    |    |
| 3 000 m siepi          |   |     |   |      | B |    |   |    |   | F |   |    |    |    |    |    |    |    |    |    |
| Salto in alto          |   |     |   |      |   |    |   |    |   |   |   |    |    |    | Q  |    |    |    |    | F  |
| Salto con l'asta       |   |     |   |      | Q |    |   |    |   | F |   |    |    |    |    |    |    |    |    |    |
| Salto in lungo         |   | Q   |   | F    |   |    |   |    |   |   |   |    |    |    |    |    |    |    |    |    |
| Salto triplo           |   |     |   |      |   |    |   | Q  |   |   |   |    |    | F  |    |    |    |    |    |    |
| Getto del peso         |   |     | Q |      |   | F  |   |    |   |   |   |    |    |    |    |    |    |    |    |    |
| Lancio del disco       |   | Q   |   | F    |   |    |   |    |   |   |   |    |    |    |    |    |    |    |    |    |
| Lancio del martello    |   |     |   |      |   |    |   |    |   |   |   | Q  |    |    |    | F  |    |    |    |    |
| Lancio del giavellotto |   |     |   |      |   |    |   |    |   |   |   |    |    | Q  |    |    |    | F  |    |    |
| Decathlon              |   |     |   |      |   |    |   |    |   |   |   |    |    |    | F  | F  | F  | F  |    |    |
| Marcia 20 km           |   |     |   |      |   |    |   |    |   |   |   |    |    |    |    |    |    |    | F  |    |
| Marcia 50 km           |   |     |   |      |   |    |   |    |   |   |   |    |    |    |    |    |    |    | F  |    |
| 4×100 m                |   |     |   |      |   |    |   |    |   |   |   |    |    |    |    |    | B  | F  |    |    |
| 4×400 m                |   |     |   |      |   |    |   |    |   |   |   |    |    |    |    |    | B  |    |    | F  |

| P | Batterie preliminari | B | Batterie | Q | Qualificazioni | SF | Semifinali | F | Finale |

| Data                   | 4 | 4 | 5 | 5  | 6 | 6    | 7 | 7  | 8 | 8  | 9 | 9 | 10 | 10 | 11 | 11 | 12 | 12 | 13 | 13 |
| Evento                 |   |   |   |    |   |      |   |    |   |    |   |   |    |    |    |    |    |    |    |    |
| ---------------------- | - | - | - | -- | - | ---- | - | -- | - | -- | - | - | -- | -- | -- | -- | -- | -- | -- | -- |
| 100 m                  |   |   | B |    |   | SF F |   |    |   |    |   |   |    |    |    |    |    |    |    |    |
| 200 m                  |   |   |   |    |   |      |   |    |   | B  |   |   |    | SF |    | F  |    |    |    |    |
| 400 m                  |   |   |   |    | B |      |   | SF |   |    |   | F |    |    |    |    |    |    |    |    |
| 800 m                  |   |   |   |    |   |      |   |    |   |    |   |   |    | B  |    | SF |    |    |    | F  |
| 1 500 m                |   | B |   | SF |   |      |   | F  |   |    |   |   |    |    |    |    |    |    |    |    |
| 5 000 m                |   |   |   |    |   |      |   |    |   | Q  |   | F |    | B  |    |    |    |    |    | F  |
| 10 000 m               |   |   |   | F  |   |      |   |    |   |    |   |   |    |    |    |    |    |    |    |    |
| Maratona               |   |   |   |    | F |      |   |    |   |    |   |   |    |    |    |    |    |    |    |    |
| 100 m hs               |   |   |   |    |   |      |   |    |   |    |   |   |    |    | B  | SF |    | F  |    |    |
| 400 m hs               |   |   |   |    |   |      |   | B  |   | SF |   |   |    | F  |    |    |    |    |    |    |
| 3 000 m siepi          |   |   |   |    |   |      |   |    |   |    |   | B |    |    |    | F  |    |    |    |    |
| Salto in alto          |   |   |   |    |   |      |   |    |   |    |   |   |    | Q  |    |    |    | F  |    |    |
| Salto con l'asta       |   | Q |   |    |   | F    |   |    |   |    |   |   |    |    |    |    |    |    |    |    |
| Salto in lungo         |   |   |   |    |   |      |   |    |   |    |   | Q |    |    |    | F  |    |    |    |    |
| Salto triplo           |   |   | Q |    |   |      |   | F  |   |    |   |   |    |    |    |    |    |    |    |    |
| Getto del peso         |   |   |   |    |   |      |   |    |   |    |   |   |    |    |    |    |    |    |    |    |
| Lancio del disco       |   |   |   |    |   |      |   |    |   |    |   |   |    |    | Q  |    |    |    |    | F  |
| Lancio del martello    |   |   | Q |    |   |      |   | F  |   |    |   |   |    |    |    |    |    |    |    |    |
| Lancio del giavellotto |   |   |   |    |   | Q    |   |    |   | F  |   |   |    |    |    |    |    |    |    |    |
| Eptathlon              |   |   | F | F  | F | F    |   |    |   |    |   |   |    |    |    |    |    |    |    |    |
| Marcia 20 km           |   |   |   |    |   |      |   |    |   |    |   |   |    |    |    |    |    |    | F  |    |
| Marcia 50 km           |   |   |   |    |   |      |   |    |   |    |   |   |    |    |    |    |    |    | F  |    |
| 4×100 m                |   |   |   |    |   |      |   |    |   |    |   |   |    |    |    |    | B  | F  |    |    |
| 4×400 m                |   |   |   |    |   |      |   |    |   |    |   |   |    |    |    |    | B  |    |    | F  |

## Medagliati

### Uomini
| Specialità | Oro                                                                                        | Prestazione | Argento                                                                                        | Prestazione | Bronzo                                                                                 | Prestazione |
| Corse piane |                                                                                            |             |                                                                                                |             |                                                                                        |             |
| 100 m (dettagli) | Justin Gatlin                                                                              | 9"92        | Christian Coleman                                                                              | 9"94        | Usain Bolt                                                                             | 9"95        |
| 200 m (dettagli) | Ramil Guliyev                                                                              | 20"09       | Wayde van Niekerk                                                                              | 20"11       | Jereem Richards                                                                        | 20"11       |
| 400 m (dettagli) | Wayde van Niekerk                                                                          | 43"98       | Steven Gardiner                                                                                | 44"41       | Abdalelah Haroun                                                                       | 44"48       |
| 800 m (dettagli) | Pierre-Ambroise Bosse                                                                      | 1'44"67     | Adam Kszczot                                                                                   | 1'44"95     | Kipyegon Bett                                                                          | 1'45"21     |
| 1 500 m (dettagli) | Elijah Manangoi                                                                            | 3'33"61     | Timothy Cheruiyot                                                                              | 3'33"99     | Filip Ingebrigtsen                                                                     | 3'34"53     |
| 5 000 m (dettagli) | Muktar Edris                                                                               | 13'32"79    | Mo Farah                                                                                       | 13'33"22    | Paul Chelimo                                                                           | 13'33"30    |
| 10 000 m (dettagli) | Mo Farah                                                                                   | 26'49"51    | Joshua Cheptegei                                                                               | 26'49"94    | Paul Tanui                                                                             | 26'50"60    |
| Corse a ostacoli |                                                                                            |             |                                                                                                |             |                                                                                        |             |
| 110 hs (dettagli) | Omar McLeod                                                                                | 13"04       | Sergej Šubenkov                                                                                | 13"14       | Balázs Baji                                                                            | 13"28       |
| 400 hs (dettagli) | Karsten Warholm                                                                            | 48"35       | Yasmani Copello                                                                                | 48"49       | Kerron Clement                                                                         | 48"52       |
| 3 000 siepi (dettagli) | Conseslus Kipruto                                                                          | 8'14"12     | Soufiane el-Bakkali                                                                            | 8'14"49     | Evan Jager                                                                             | 8'15"53     |
| Prove su strada |                                                                                            |             |                                                                                                |             |                                                                                        |             |
| Maratona (dettagli) | Geoffrey Kirui                                                                             | 2h08'27"    | Tamirat Tola                                                                                   | 2h09'49"    | Alphonce Simbu                                                                         | 2h09'51"    |
| Marcia 20 km (dettagli) | Éider Arévalo                                                                              | 1h18'53"    | Sergej Širobokov                                                                               | 1h18'55"    | Caio Bonfim                                                                            | 1h19'04"    |
| Marcia 50 km (dettagli) | Yohann Diniz                                                                               | 3h33'12"    | Hirooki Arai                                                                                   | 3h41'17"    | Kai Kobayashi                                                                          | 3h41'19"    |
| Salti |                                                                                            |             |                                                                                                |             |                                                                                        |             |
| Salto con l'asta (dettagli) | Sam Kendricks                                                                              | 5,95 m      | Piotr Lisek                                                                                    | 5,89 m      | Renaud Lavillenie                                                                      | 5,89 m      |
| Salto in alto (dettagli) | Mutaz Essa Barshim                                                                         | 2,35 m      | Danil Lysenko                                                                                  | 2,32 m      | Majd Eddin Ghazal                                                                      | 2,29 m      |
| Salto in lungo (dettagli) | Luvo Manyonga                                                                              | 8,48 m      | Jarrion Lawson                                                                                 | 8,44 m      | Ruswahl Samaai                                                                         | 8,32 m      |
| Salto triplo (dettagli) | Christian Taylor                                                                           | 17,68 m     | Will Claye                                                                                     | 17,63 m     | Nelson Évora                                                                           | 17,19 m     |
| Lanci |                                                                                            |             |                                                                                                |             |                                                                                        |             |
| Getto del peso (dettagli) | Tomas Walsh                                                                                | 22,03 m     | Joe Kovacs                                                                                     | 21,66 m     | Stipe Žunić                                                                            | 21,46 m     |
| Lancio del disco (dettagli) | Andrius Gudžius                                                                            | 69,21 m     | Daniel Ståhl                                                                                   | 69,19 m     | Mason Finley                                                                           | 68,03 m     |
| Lancio del martello (dettagli) | Paweł Fajdek                                                                               | 79,81 m     | Valerij Pronkin                                                                                | 78,16 m     | Wojciech Nowicki                                                                       | 78,03 m     |
| Lancio del giavellotto (dettagli) | Johannes Vetter                                                                            | 89,89 m     | Jakub Vadlejch                                                                                 | 89,73 m     | Petr Frydrych                                                                          | 88,32 m     |
| Prove multiple |                                                                                            |             |                                                                                                |             |                                                                                        |             |
| Decathlon (dettagli) | Kévin Mayer                                                                                | 8 768 p.    | Rico Freimuth                                                                                  | 8 564 p.    | Kai Kazmirek                                                                           | 8 488 p.    |
| Staffette |                                                                                            |             |                                                                                                |             |                                                                                        |             |
| Staffetta 4×100 m (dettagli) | Gran Bretagna Chijindu Ujah Adam Gemili Daniel Talbot Nethaneel Mitchell-Blake             | 37"47       | Stati Uniti Mike Rodgers Justin Gatlin Jaylen Bacon Christian Coleman Beejay Lee*              | 37"52       | Giappone Shuhei Tada Shōta Iizuka Yoshihide Kiryū Kenji Fujimitsu Asuka Cambridge*     | 38"04       |
| Staffetta 4×400 m (dettagli) | Trinidad e Tobago Jarrin Solomon Jereem Richards Machel Cedenio Lalonde Gordon Renny Quow* | 2'58"12     | Stati Uniti Wilbert London Gil Roberts Michael Cherry Fred Kerley Bryshon Nellum* Tony McQuay* | 2'58"61     | Gran Bretagna Matthew Hudson-Smith Dwayne Cowan Rabah Yousif Martyn Rooney Jack Green* | 2'59"00     |
| record mondiale; record mondiale stagionale; record africano; record asiatico; record europeo; record nord-centroamericano e caraibico; record sudamericano; record oceaniano; record dei campionati; record nazionale; record personale; record personale stagionale. |                                                                                            |             |                                                                                                |             |                                                                                        |             |

### Donne
| Specialità | Oro | Prestazione | Argento                                                                                  | Prestazione | Bronzo | Prestazione |
| Corse piane | |             |                                                                                          |             | |             |
| 100 m (dettagli) | Tori Bowie                                                                                               | 10"85       | Marie-Josée Ta Lou                                                                       | 10"86       | Dafne Schippers | 10"96       |
| 200 m (dettagli) | Dafne Schippers                                                                                          | 22"05       | Marie-Josée Ta Lou                                                                       | 22"08       | Shaunae Miller-Uibo                                                                                                 | 22"15       |
| 400 m (dettagli) | Phyllis Francis                                                                                          | 49"92       | Salwa Eid Naser                                                                          | 50"06       | Allyson Felix | 50"08       |
| 800 m (dettagli) | Caster Semenya                                                                                           | 1'55"16     | Francine Niyonsaba                                                                       | 1'55"92     | Ajeé Wilson | 1'56"65     |
| 1 500 m (dettagli) | Faith Kipyegon                                                                                           | 4'02"59     | Jennifer Simpson                                                                         | 4'02"76     | Caster Semenya | 4'02"90     |
| 5 000 m (dettagli) | Hellen Obiri                                                                                             | 14'34"86    | Almaz Ayana                                                                              | 14'40"35    | Sifan Hassan | 14'42"73    |
| 10 000 m (dettagli) | Almaz Ayana                                                                                              | 30'16"32    | Tirunesh Dibaba                                                                          | 31'02"69    | Agnes Tirop | 31'03"50    |
| Corse a ostacoli | |             |                                                                                          |             | |             |
| 100 hs (dettagli) | Sally Pearson                                                                                            | 12"59       | Dawn Harper-Nelson                                                                       | 12"63       | Pamela Dutkiewicz                                                                                                   | 12"72       |
| 400 hs (dettagli) | Kori Carter                                                                                              | 53"07       | Dalilah Muhammad                                                                         | 53"50       | Ristananna Tracey                                                                                                   | 53"74       |
| 3 000 siepi (dettagli) | Emma Coburn                                                                                              | 9'02"58     | Courtney Frerichs                                                                        | 9'03"77     | Hyvin Jepkemoi | 9'04"03     |
| Prove su strada | |             |                                                                                          |             | |             |
| Maratona (dettagli) | Rose Chelimo                                                                                             | 2h27'11"    | Edna Kiplagat                                                                            | 2h27'18"    | Amy Cragg | 2h27'18"    |
| Marcia 20 km (dettagli) | Yang Jiayu                                                                                               | 1h26'18"    | María Guadalupe González                                                                 | 1h26'19"    | Antonella Palmisano                                                                                                 | 1h26'36"    |
| Marcia 50 km (dettagli) | Inês Henriques                                                                                           | 4h05'56"    | Yin Hang                                                                                 | 4h08'58"    | Yang Shuqing | 4h20'49"    |
| Salti | |             |                                                                                          |             | |             |
| Salto con l'asta (dettagli) | Aikaterinī Stefanidī                                                                                     | 4,91 m      | Sandi Morris                                                                             | 4,75 m      | Robeilys Peinado | 4,65 m      |
| Salto con l'asta (dettagli) | Aikaterinī Stefanidī                                                                                     | 4,91 m      | Sandi Morris                                                                             | 4,75 m      | Yarisley Silva | 4,65 m      |
| Salto in alto (dettagli) | Marija Lasickene                                                                                         | 2,03 m      | Julija Levčenko                                                                          | 2,01 m      | Kamila Lićwinko | 1,99 m      |
| Salto in lungo (dettagli) | Brittney Reese                                                                                           | 7,02 m      | Dar'ja Klišina                                                                           | 7,00 m      | Tianna Bartoletta                                                                                                   | 6,97 m      |
| Salto triplo (dettagli) | Yulimar Rojas                                                                                            | 14,91 m     | Caterine Ibargüen                                                                        | 14,89 m     | Ol'ga Rypakova | 14,77 m     |
| Lanci | |             |                                                                                          |             | |             |
| Getto del peso (dettagli) | Gong Lijiao                                                                                              | 19,94 m     | Anita Márton                                                                             | 19,49 m     | Michelle Carter | 19,14 m     |
| Lancio del disco (dettagli) | Sandra Perković                                                                                          | 70,31 m     | Dani Stevens                                                                             | 69,64 m     | Mélina Robert-Michon                                                                                                | 66,21 m     |
| Lancio del martello (dettagli) | Anita Włodarczyk                                                                                         | 77,90 m     | Wang Zheng                                                                               | 75,98 m     | Malwina Kopron | 74,76 m     |
| Lancio del giavellotto (dettagli) | Barbora Špotáková                                                                                        | 66,76 m     | Li Lingwei                                                                               | 66,25 m     | Lü Huihui | 65,26 m     |
| Prove multiple | |             |                                                                                          |             | |             |
| Eptathlon (dettagli) | Nafissatou Thiam                                                                                         | 6784 p.     | Carolin Schäfer                                                                          | 6696 p.     | Anouk Vetter | 6636 p.     |
| Staffette | |             |                                                                                          |             | |             |
| Staffetta 4×100 m (dettagli) | Stati Uniti Aaliyah Brown Allyson Felix Morolake Akinosun Tori Bowie Ariana Washington*                  | 41"82       | Gran Bretagna Asha Philip Desiree Henry Dina Asher-Smith Daryll Neita                    | 42"12       | Giamaica Jura Levy Natasha Morrison Simone Facey Sashalee Forbes Christania Williams*                               | 42"19       |
| Staffetta 4×400 m (dettagli) | Stati Uniti Quanera Hayes Allyson Felix Shakima Wimbley Phyllis Francis Kendall Ellis* Natasha Hastings* | 3'19"02     | Gran Bretagna Zoey Clark Laviai Nielsen Eilidh Doyle Emily Diamond Perri Shakes-Drayton* | 3'25"00     | Polonia Malgorzata Holub Iga Baumgart Aleksandra Gaworska Justyna Swiety Patrycja Wyciszkiewicz* Martyna Dąbrowska* | 3'25"41     |
| record mondiale; record mondiale stagionale; record africano; record asiatico; record europeo; record nord-centroamericano e caraibico; record sudamericano; record oceaniano; record dei campionati; record nazionale; record personale; record personale stagionale. | |             |                                                                                          |             | |             |

## Medagliere
| Posizione | Paese                       | Oro | Argento | Bronzo | Totale |
| --------- | --------------------------- | --- | ------- | ------ | ------ |
| 1         | Stati Uniti                 | 10  | 11      | 9      | 30     |
| 2         | Kenya                       | 5   | 2       | 4      | 11     |
| 3         | Sudafrica                   | 3   | 1       | 2      | 6      |
| 4         | Francia                     | 3   | 0       | 2      | 5      |
| 5         | Cina                        | 2   | 3       | 2      | 7      |
| 6         | Gran Bretagna               | 2   | 3       | 1      | 6      |
| 7         | Etiopia                     | 2   | 3       | 0      | 5      |
| 8         | Polonia                     | 2   | 2       | 4      | 8      |
| 9         | Atleti Neutrali Autorizzati | 1   | 5       | 0      | 6      |
| 10        | Germania                    | 1   | 2       | 2      | 5      |
| 11        | Rep. Ceca                   | 1   | 1       | 1      | 3      |
| 12        | Australia                   | 1   | 1       | 0      | 2      |
| 12        | Bahrein                     | 1   | 1       | 0      | 2      |
| 12        | Colombia                    | 1   | 1       | 0      | 2      |
| 12        | Turchia                     | 1   | 1       | 0      | 2      |
| 16        | Giamaica                    | 1   | 0       | 3      | 4      |
| 16        | Paesi Bassi                 | 1   | 0       | 3      | 4      |
| 18        | Croazia                     | 1   | 0       | 1      | 2      |
| 18        | Norvegia                    | 1   | 0       | 1      | 2      |
| 18        | Portogallo                  | 1   | 0       | 1      | 2      |
| 18        | Qatar                       | 1   | 0       | 1      | 2      |
| 18        | Trinidad e Tobago           | 1   | 0       | 1      | 2      |
| 18        | Venezuela                   | 1   | 0       | 1      | 2      |
| 24        | Belgio                      | 1   | 0       | 0      | 1      |
| 24        | Grecia                      | 1   | 0       | 0      | 1      |
| 24        | Lituania                    | 1   | 0       | 0      | 1      |
| 24        | Nuova Zelanda               | 1   | 0       | 0      | 1      |
| 28        | Costa d'Avorio              | 0   | 2       | 0      | 2      |
| 29        | Giappone                    | 0   | 1       | 2      | 3      |
| 30        | Bahamas                     | 0   | 1       | 1      | 2      |
| 30        | Ungheria                    | 0   | 1       | 1      | 2      |
| 32        | Burundi                     | 0   | 1       | 0      | 1      |
| 32        | Marocco                     | 0   | 1       | 0      | 1      |
| 32        | Messico                     | 0   | 1       | 0      | 1      |
| 32        | Svezia                      | 0   | 1       | 0      | 1      |
| 32        | Uganda                      | 0   | 1       | 0      | 1      |
| 32        | Ucraina                     | 0   | 1       | 0      | 1      |
| 38        | Brasile                     | 0   | 0       | 1      | 1      |
| 38        | Cuba                        | 0   | 0       | 1      | 1      |
| 38        | Italia                      | 0   | 0       | 1      | 1      |
| 38        | Kazakistan                  | 0   | 0       | 1      | 1      |
| 38        | Siria                       | 0   | 0       | 1      | 1      |
| 38        | Tanzania                    | 0   | 0       | 1      | 1      |
| Totale    | Totale                      | 48  | 48      | 49     | 145    |